# Ciclo di Lyonesse
Il ciclo di Lyonesse è una trilogia di romanzi fantasy scritti da Jack Vance tra il 1983 e il 1990.
I romanzi sono:
- Lyonesse (1983), pubblicato in Italia nel 1985
- La perla verde (The Green Pearl, 1986), pubblicato in Italia nel 1986
- Madouc (1990), pubblicato in Italia nel 1991

I tre romanzi sono ambientati nel Medioevo europeo, nelle mitiche Elder Islands, un arcipelago situato tra la Spagna e la Francia, una generazione o due prima della nascita di re Artù.

## Edizioni
- Jack Vance, Lyonesse, 1983.
- Jack Vance, The Green Pearl, 1986.
- Jack Vance, Madouc, 1990.

### Traduzioni in italiano
- Jack Vance, Lyonesse, traduzione di Annarita Guarnieri, collana Fantacollana, Edizioni Nord, 1985.
- Jack Vance, La perla verde, traduzione di Annarita Guarnieri, collana Fantacollana, Edizioni Nord, 1986.
- Jack Vance, Madouc, traduzione di Annarita Guarnieri, collana Fantacollana, Edizioni Nord, 1991.